# 1147
Il 1147 (MCXLVII in numeri romani) è un anno  del XII secolo.

## Eventi
- Consacrazione della Basilica di San Frediano a Lucca, elevata espressione del romanico lucchese
- Primo riferimento storico della città di Mosca
- Inizio della Seconda Crociata
- 1º luglio - 25 ottobre: Assedio di Lisbona - Azione militare che portò la città di Lisbona sotto il controllo definitivo dei portoghesi e scacciò i Mori, nel contesto della Reconquista.

## Nati
- 9 maggio - Minamoto no Yoritomo, militare e politico giapponese († 1199)
- Haakon II di Norvegia, re norvegese († 1162)
- Garnier de Naplouse, militare francese († 1192)
- Ottone II di Brandeburgo, nobile († 1205)
- Stefano III d'Ungheria, re ungherese († 1172)
- Taira no Munemori, militare giapponese († 1185)
- Ugo di Kevelioc, conte († 1181)
- Wada Yoshimori, militare giapponese († 1213)

## Morti
- 13 gennaio - Robert de Craon, militare francese
- 20 febbraio - Arnoldo I di Kleve, conte
- 6 aprile - Federico II di Svevia, duca (n. 1090)
- 31 ottobre - Robert di Gloucester, militare normanno
- 25 novembre - Abdisho III bar Muqli, vescovo cristiano orientale siro
- 25 dicembre - Guido II di Ponthieu, nobile francese
- Eleonora di Blois, contessa (n. 1104)
- Ermanno di Tournai, religioso belga
- Ibn Bassam, poeta e storico arabo (n. 1058)
- Ibrahim ibn Tashfin, sultano
- Ishaq ibn Ali, sultano
- Kabul Khan, condottiero mongolo
- Maurizio di Catania, vescovo cattolico italiano (n. 1080)
- Comita II d'Arborea, sovrano
- Aimone I di Challant, nobile italiano
- William fitz Duncan, nobile scozzese

## Calendario
| Calendario 1147 | Calendario 1147 | Calendario 1147 | Calendario 1147 | Calendario 1147 | Calendario 1147 | Calendario 1147 | Calendario 1147 | Calendario 1147 | Calendario 1147 | Calendario 1147 | Calendario 1147 | Calendario 1147 | Calendario 1147 | Calendario 1147 | Calendario 1147 | Calendario 1147 | Calendario 1147 | Calendario 1147 | Calendario 1147 | Calendario 1147 | Calendario 1147 | Calendario 1147 | Calendario 1147 | Calendario 1147 | Calendario 1147 | Calendario 1147 | Calendario 1147 | Calendario 1147 | Calendario 1147 | Calendario 1147 | Calendario 1147 | Calendario 1147 |
| --------------- | --------------- | --------------- | --------------- | --------------- | --------------- | --------------- | --------------- | --------------- | --------------- | --------------- | --------------- | --------------- | --------------- | --------------- | --------------- | --------------- | --------------- | --------------- | --------------- | --------------- | --------------- | --------------- | --------------- | --------------- | --------------- | --------------- | --------------- | --------------- | --------------- | --------------- | --------------- | --------------- |
|                 | 1               | 2               | 3               | 4               | 5               | 6               | 7               | 8               | 9               | 10              | 11              | 12              | 13              | 14              | 15              | 16              | 17              | 18              | 19              | 20              | 21              | 22              | 23              | 24              | 25              | 26              | 27              | 28              | 29              | 30              | 31              |                 |
| Gennaio         | Me              | Gi              | Ve              | Sa              | Do              | Lu              | Ma              | Me              | Gi              | Ve              | Sa              | Do              | Lu              | Ma              | Me              | Gi              | Ve              | Sa              | Do              | Lu              | Ma              | Me              | Gi              | Ve              | Sa              | Do              | Lu              | Ma              | Me              | Gi              | Ve              |                 |
| Febbraio        | Sa              | Do              | Lu              | Ma              | Me              | Gi              | Ve              | Sa              | Do              | Lu              | Ma              | Me              | Gi              | Ve              | Sa              | Do              | Lu              | Ma              | Me              | Gi              | Ve              | Sa              | Do              | Lu              | Ma              | Me              | Gi              | Ve              |                 |                 |                 |                 |
| Marzo           | Sa              | Do              | Lu              | Ma              | Me              | Gi              | Ve              | Sa              | Do              | Lu              | Ma              | Me              | Gi              | Ve              | Sa              | Do              | Lu              | Ma              | Me              | Gi              | Ve              | Sa              | Do              | Lu              | Ma              | Me              | Gi              | Ve              | Sa              | Do              | Lu              |                 |
| Aprile          | Ma              | Me              | Gi              | Ve              | Sa              | Do              | Lu              | Ma              | Me              | Gi              | Ve              | Sa              | Do              | Lu              | Ma              | Me              | Gi              | Ve              | Sa              | Do              | Lu              | Ma              | Me              | Gi              | Ve              | Sa              | Do              | Lu              | Ma              | Me              |                 |                 |
| Maggio          | Gi              | Ve              | Sa              | Do              | Lu              | Ma              | Me              | Gi              | Ve              | Sa              | Do              | Lu              | Ma              | Me              | Gi              | Ve              | Sa              | Do              | Lu              | Ma              | Me              | Gi              | Ve              | Sa              | Do              | Lu              | Ma              | Me              | Gi              | Ve              | Sa              |                 |
| Giugno          | Do              | Lu              | Ma              | Me              | Gi              | Ve              | Sa              | Do              | Lu              | Ma              | Me              | Gi              | Ve              | Sa              | Do              | Lu              | Ma              | Me              | Gi              | Ve              | Sa              | Do              | Lu              | Ma              | Me              | Gi              | Ve              | Sa              | Do              | Lu              |                 |                 |
| Luglio          | Ma              | Me              | Gi              | Ve              | Sa              | Do              | Lu              | Ma              | Me              | Gi              | Ve              | Sa              | Do              | Lu              | Ma              | Me              | Gi              | Ve              | Sa              | Do              | Lu              | Ma              | Me              | Gi              | Ve              | Sa              | Do              | Lu              | Ma              | Me              | Gi              |                 |
| Agosto          | Ve              | Sa              | Do              | Lu              | Ma              | Me              | Gi              | Ve              | Sa              | Do              | Lu              | Ma              | Me              | Gi              | Ve              | Sa              | Do              | Lu              | Ma              | Me              | Gi              | Ve              | Sa              | Do              | Lu              | Ma              | Me              | Gi              | Ve              | Sa              | Do              |                 |
| Settembre       | Lu              | Ma              | Me              | Gi              | Ve              | Sa              | Do              | Lu              | Ma              | Me              | Gi              | Ve              | Sa              | Do              | Lu              | Ma              | Me              | Gi              | Ve              | Sa              | Do              | Lu              | Ma              | Me              | Gi              | Ve              | Sa              | Do              | Lu              | Ma              |                 |                 |
| Ottobre         | Me              | Gi              | Ve              | Sa              | Do              | Lu              | Ma              | Me              | Gi              | Ve              | Sa              | Do              | Lu              | Ma              | Me              | Gi              | Ve              | Sa              | Do              | Lu              | Ma              | Me              | Gi              | Ve              | Sa              | Do              | Lu              | Ma              | Me              | Gi              | Ve              |                 |
| Novembre        | Sa              | Do              | Lu              | Ma              | Me              | Gi              | Ve              | Sa              | Do              | Lu              | Ma              | Me              | Gi              | Ve              | Sa              | Do              | Lu              | Ma              | Me              | Gi              | Ve              | Sa              | Do              | Lu              | Ma              | Me              | Gi              | Ve              | Sa              | Do              |                 |                 |
| Dicembre        | Lu              | Ma              | Me              | Gi              | Ve              | Sa              | Do              | Lu              | Ma              | Me              | Gi              | Ve              | Sa              | Do              | Lu              | Ma              | Me              | Gi              | Ve              | Sa              | Do              | Lu              | Ma              | Me              | Gi              | Ve              | Sa              | Do              | Lu              | Ma              | Me              |                 |